# WHIH Newsfront
WHIH Newsfront é um programa americano fictício de Notícia em Websérie, servindo como um centro de Marketing viral, realizando campanhas para a Marvel Studios. Baseado na fictícia rede de televisão WHIH World News, que aparece em todo o Universo Cinematográfico Marvel (MCU), os vídeos exibidos no YouTube começaram como marketing para o filme Homem-Formiga, e lidam com grandes eventos ocorridos no MCU. Os vídeos foram criados pela Marvel Studios em parceria com o Google.
O Telejornalismo apresenta a Leslie Bibb como Christine Everhart, reprisando o seu papel nos filmes do MCU, juntamente com o Al Madrigal retratando um correspondente político Will Adams. Vários outros atores também reprisam seus papéis dos filmes. Os primeiros vídeos foram liberados no mês de julho de 2015, com foco na continuação de Avengers: Age of Ultron, antecedendo os eventos de Homem-Formiga. Após isso foram liberados a partir de abril de 2016, agora como WHIH Newsfront relatório especial, concentrando-se nos Vingadores e as questões políticas em torno deles, como parte de uma campanha de marketing viral diretamente para o filme Capitão América: Guerra Civil.
Os vídeos são acompanhados por materiais de marketing adicionais, como artigos da web e mensagens de mídia social. A série foi recebida de forma positiva, visto como a melhor campanha de marketing viral da atualidade, e como um divertimento e expansão perspicaz do MCU para os fãs da franquia.

## Videos

### Campanha deHomem-Formiga(2015)
| Total episódios | Campanha episódios | Título | Participação                  | Estreias            | Duração |
| --- | ------------------ | --- | ----------------------------- | ------------------- | ------- |
| 1 | 1                  | "WHIH Newsfront Promo"                                                                                        | None                          | 2 de julho de 2015  | 0:28    |
| Christine Everhart mostrará as principais na próxima semana.                                                                 |                    | |                               |                     |         |
| 2 | 2                  | "WHIH Newsfront Melhores histórias"                                                                           | None                          | 7 de julho de 2015  | 1:20    |
| Christine Everhart discute os esforços de socorro em Sokovia e a recém prisão de Scott Lang.                                 |                    | |                               |                     |         |
| 3 | 3                  | "WHIH EXCLUSIVO: Material da VistaCorp em 2012, envolvendo imagens de segurança do cibercriminoso Scott Lang" | None                          | 11 de julho de 2015 | 1:48    |
| Imagens de segurança de Lang entrando na VistaCorp, para a qual ele foi preso e encarcerado.                                 |                    | |                               |                     |         |
| 4 | 4                  | "Entrevista pela revista Wired, com Darren Cross, CEO da Pym Technologies"                                    | Corey Stoll como Darren Cross | 13 de julho de 2015 | 2:36    |
| Uma entrevista com o CEO da Pym Technologies, Darren Cross, em relação ao futuro de sua empresa.                             |                    | |                               |                     |         |
| 5 | 5                  | "WHIH EXCLUSIVO: Entrevista com Scott Lang"                                                                   | Paul Rudd as Scott Lang       | 16 de julho de 2015 | 3:23    |
| Christine Everhart entrevista o Scott Lang através do vídeo, na Penitenciária Estadual de San Quentin, durante sua sentença. |                    | |                               |                     |         |

### Campanha deCapitão América: Guerra Civil(2016)
| Total episódios | Campanha episódios | Título                                                                   | Participação                                 | Estreias            | Duração |
| --- | ------------------ | ------------------------------------------------------------------------ | -------------------------------------------- | ------------------- | ------- |
| 6 | 1                  | "O Impacto dos Vingadores: Relatório Especial do WHIH Newsfront"         | None                                         | 22 de abril de 2016 | 2:22    |
| "O mundo que os heróis deixaram para trás": Christine Everhart e o correspondente político Will Adams discutem sobre os Vingadores, e se eles precisam de supervisão governamental para evitar mais danos colaterais. |                    |                                                                          |                                              |                     |         |
| 7 | 2                  | "WHIH Newsfront: O custo de salvar o mundo"                              | None                                         | 26 de abril de 2016 | 1:41    |
| Christine Everhart e Will Adams discutem se os Vingadores ou os contribuintes devem pagar por danos causados pelos Vingadores, ao salvar o mundo, um problema que dividiu a resposta do público.                      |                    |                                                                          |                                              |                     |         |
| 8 | 3                  | "WHIH Newsfront: Os Vingadores e a Casa Branca"                          | None                                         | 28 de abril de 2016 | 3:12    |
| Christine Everhart e Will Adams discutem com o Presidente Matthew Ellis sobre os Vingadores, e a crescente atividade política de Thaddeus Ross após a sua aposentadoria do serviço militar.                           |                    |                                                                          |                                              |                     |         |
| 9 | 4                  | "WHIH Newsfront Exclusivo: Presidente Ellis Discute sobre os Vingadores" | William Sadler como Presidente Matthew Ellis | 3 de maio de 2016   | 3:14    |
| Christine Everhart e Will Adams entrevistam o Presidente Matthew Ellis sobre a sua decisão de nomear Thaddeus Ross para o cargo de Secretário de Estado dos Estados Unidos e a sua posição sobre os Vingadores.       |                    |                                                                          |                                              |                     |         |
| 10 | 5                  | "WHIH Notícia Urgente: Ataque em Lagos"                                  | William Sadler como Presidente Matthew Ellis | 3 de maio de 2016   | 3:06    |
| Christine Everhart e Will Adams transmite as últimas notícias de um ataque em Lagos (Nigéria), mostram a declaração ao vivo do Presidente sobre a situação.                                                           |                    |                                                                          |                                              |                     |         |

## Elenco e personagens
- Leslie Bibb como Christine Everhart:. A apresentadora do "WHIH Newsfront".[1] Bibb reprisa seu papel nos filmes do Homem de Ferro.[2]
- Al Madrigal como Will Adams:. Correspondente político do "WHIH Newsfront".[3]

Também reprisando seu papel nos filmes é William Sadler como Presidente dos Estados Unidos Matthew Ellis, enquanto Paul Rudd e Corey Stoll como Scott Lang e Darren Cross, respectivamente, apareceram antes de suas aparições em Homem-Formiga. Além disso, o entrevistador da revista Wired, James Rondell, aparece como ele mesmo, e um repórter do WHIH baseado no personagem Jackson Norris aparece brevemente; este último é um personagem diferente do de nome semelhante Jackson Norris, que aparece no curta-metragem Todos Saúdem o Rei da "Marvel One-Shot" interpretado por Scoot McNairy.

## Produção
Em Junho de 2015, Leslie Bibb revelou que ela estava envolvida em um novo projeto da Marvel Studios, reprisando seu papel de Christine Everhart, de Homem de Ferro e Homem de Ferro 2. Na semana seguinte, o projeto foi revelado como sendo parte de uma campanha de marketing viral para o filme Homem-Formiga com a estreia de um programa de notícias falso, WHIH Newsfront with Christine Everhart, uma extensão da rede de televisão fictícia "WHIH World News" que representa informações sobre eventos importantes em muitos filmes e séries de televisão do UCM.